# 더샵 부평센트럴시티
더샵 부평센트럴시티(THE SHARP Bupyeong Central City)는 인천광역시 부평구 십정동에 위치한 대단위 아파트 단지로, 포스코건설이 시공하고 인천도시공사가 시행하였으며, 2018년 11월 착공, 2022년 5월 준공되었다. 이 단지 내 평면도는 18, 35, 59, 69, 84제곱미터 등으로 구성되어 있다. 그리고 이 아파트는 십정동에서 제일 오래된 달동네인 십정2구역을 재개발한 것으로 보이지만, 3578세대만 민간 임대로 분양되었다. 그리고 이 아파트의 구성도는 28개동 5,678세대이며 엘리베이터는 현대엘리베이터와 티케이엘리베이터코리아 제품이 혼용된다. 단지 내에는 GS더프레시의 점포가 2곳이 존재하며, 난방 방식은 도시가스로 공급하는 개별난방이다.

## 철도 연계역
- ● 수도권 전철 1호선 : 동암역

## 같이 보기
- 인천광역시의 마천루 목록
- 포스코이앤씨